# Горбок
Горбок (укр. Горбок) — село в Мукачевской городской общине Мукачевского района Закарпатской области Украины.
Население по переписи 2001 года составляло 778 человек. Население по состоянию на 31.12.2023 года составляло 594 человека. Почтовый индекс — 90121. Телефонный код — 3144. Занимает площадь 13,46 км². Код КОАТУУ — 2121983202.

## История
В 1946 году указом ПВС УССР село Шаркадь переименовано в Горбок.